# Ансельм Брюса
Ансельм Брюса (фр. Anselme Brusa, 27 серпня 1899 — 24 липня 1969) — французький академічний веслувальник.
Бронзовий призер Олімпійських Ігор 1932 року в складі розпашної двійки зі стерновим.
Чемпіон Європи 1931 року в складі розпашної двійки зі стерновим.